# 2015 DU249
2015 DU249 est un objet transneptunien de magnitude absolue 5,15. Son diamètre est estimé à 352 kilomètres.